# Рогун
Рогун (тадж. Роғун) — місто республіканського підпорядкування в Таджикистані, центр Рогунського району.

## Географія
Місто розташоване в долині річки Вахш, за 106 км на від залізничної станції Душанбе I.

### Клімат
Місто знаходиться у зоні, котра характеризується вологим континентальним кліматом з теплим літом. Найтепліший місяць — липень із середньою температурою 20.7 °C (69.3 °F). Найхолодніший місяць — січень, із середньою температурою -5.5 °С (22.1 °F).
| Клімат Рогуна           | Клімат Рогуна | Клімат Рогуна | Клімат Рогуна | Клімат Рогуна | Клімат Рогуна | Клімат Рогуна | Клімат Рогуна | Клімат Рогуна | Клімат Рогуна | Клімат Рогуна | Клімат Рогуна | Клімат Рогуна | Клімат Рогуна |
| Показник                | Січ.          | Лют.          | Бер.          | Квіт.         | Трав.         | Черв.         | Лип.          | Серп.         | Вер.          | Жовт.         | Лист.         | Груд.         | Рік           |
| Середній максимум, °C   | −1,8          | −0,5          | 5,3           | 12,6          | 17,5          | 23,6          | 27            | 26,3          | 22            | 14,4          | 7,2           | 1,1           | 12,9          |
| Середня температура, °C | −5,5          | −3,6          | 2,2           | 9             | 13            | 17,7          | 20,7          | 19,7          | 14,9          | 9             | 3             | −1,9          | 8,2           |
| Середній мінімум, °C    | −10,8         | −9,6          | −3,9          | 2,1           | 5,5           | 9,3           | 11,8          | 10,5          | 5,9           | 1             | −3,6          | −7,3          | 0,9           |
| Норма опадів, мм        | 90.1          | 107.8         | 152.1         | 147.8         | 128.3         | 30.7          | 13.9          | 3.9           | 4.8           | 55.5          | 68.3          | 84.4          | 887.6         |
| Днів з опадами          | 8,4           | 9,8           | 12,3          | 12,2          | 11,2          | 4,7           | 2,9           | 1,4           | 1,7           | 5,4           | 6,3           | 8,2           | 84,5          |
| Вологість повітря, %    | 68.8          | 68.8          | 64.7          | 61.7          | 56.8          | 43.2          | 38.1          | 38.8          | 41.8          | 51.2          | 58.4          | 65.5          | 54.8          |
| ----------------------- | ------------- | ------------- | ------------- | ------------- | ------------- | ------------- | ------------- | ------------- | ------------- | ------------- | ------------- | ------------- | ------------- |
| Джерело: Weatherbase    |               |               |               |               |               |               |               |               |               |               |               |               |               |

## Історія
Місто виникло у зв'язку з будівництвом Рогунської ГЕС. Статус міста з 1986 року.

## Економіка

### Рогунська ГЕС
Містоутворюючим підприємством є Рогунська ГЕС, розташована на річці Вахш, входить до складу Вахського каскаду. Згідно з проєктом має висоту 335 метрів. У разі реалізації проєкту гребля ГЕС стане найвищою у світі.

Будівництво ГЕС викликало протести з боку Узбекистану — його уряд вважає, що це призведе до погіршення екологічної ситуації в регіоні.

## Культура
У місті є історико-краєзнавчий музей, який було засновано у 1985 році.